# إيديال

ايديال

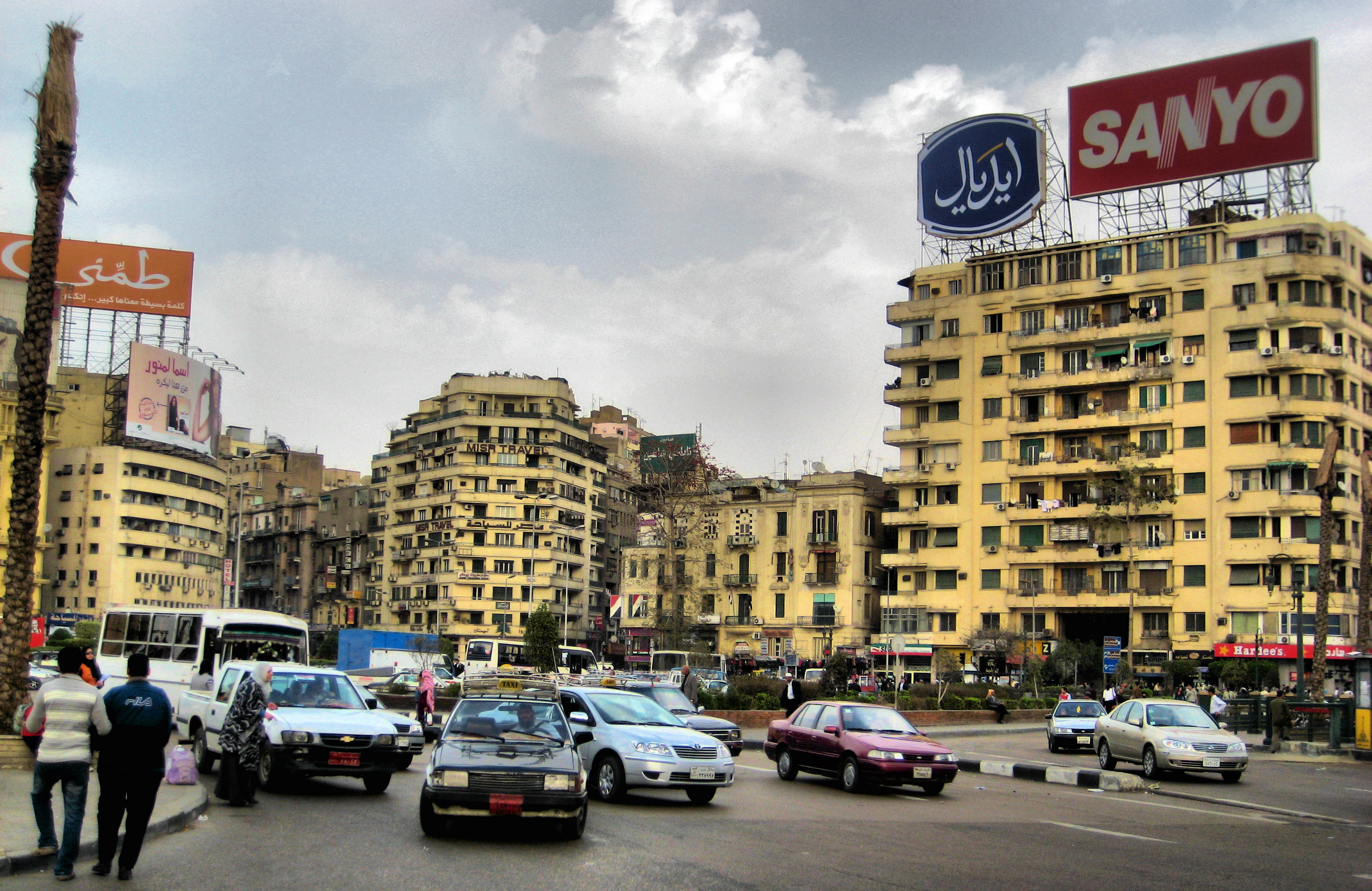
لوحة إعلانية وسط القاهرة

إيديال أو شركة الدلتا الصناعية هي إحدى شركات اوليمبيك جروب.
تأسست الشركة في عام 1920، وبدأت بإنتاج الأثاث الفولاذي في عام 1945، والثلاجات في عام 1954، وللمرة الأولى قامت الشركة باختراق السوق المصرية بآلات الغسيل الأوتوماتيكة في عام 1983.
في يناير من عام 1998 خصخصت الشركة لتصبح شركة مساهمة مصرية كإحدى شركات مجموعة أوليمبيك جروب ، وقد كان هدف الشركة الرئيسي بعد الخصخصة إرضاء العميل، وقد حققت مزيد من الإنجازات تحت الإدارة الجديدة.

## مواقع خارجية
- الموقع الرسمي